# Józef Kubis (urzędnik)
Józef Kubis (ur. 17 marca 1898 w Witkowie, zm. 25 września 1945 w Nowym Tomyślu) – polski urzędnik skarbowy, sierżant Wojska Polskiego, kawaler Orderu Virtuti Militari.

## Życiorys
Urodził się 17 marca 1898 w Witkowie, w powiecie gnieźnieńskim, w rodzinie Franciszka i Zofii z domu Przybyłła. Do 1912 uczył się w szkole powszechnej w rodzinnej miejscowości. Był uczestnikiem strajku szkolnego. 20 czerwca 1918 został wcielony do armii niemieckiej i przydzielony do 23 pułku artylerii ciężkiej w Poznaniu. Nie wziął udziału w walkach na froncie. 18 grudnia 1918 zdezerterował i wrócił do domu. 8 stycznia 1919 wstąpił jako ochotnik do 29 pułku strzelców kaniowskich i w jego szeregach walczył na wojnie z Ukraińcami i bolszewikami. 18 czerwca 1920 wyróżnił się męstwem w walce o miasteczko Jazno, w trakcie której został ranny.
Po zwolnieniu z wojska pracował w Urzędzie Skarbowym w Szubinie na stanowisku zastępcy kierownika urzędu. W 1935 został przeniesiony do Urzędu Skarbowego w Kościanie na stanowisko podreferendarza, a w 1936 na stanowisko zastępcy naczelnika Urzędu Skarbowego w Nowym Tomyślu.
Był żonaty, miał troje dzieci: Kazimierę Teresę (ur. 4 marca 1927), Janusza Jerzego (ur. 11 sierpnia 1931) i Tadeusza Romana (ur. 19 maja 1933).
Zmarł w szpitalu powiatowym w Nowym Tomyślu, pochowany 2 października 1945 na miejscowym cmentarzu.

## Ordery i odznaczenia
- Krzyż Srebrny Orderu Wojskowego Virtuti Militari nr 2483[2] (28 lutego 1921)[9][10][11]
- Medal Pamiątkowy za Wojnę 1918–1921 (2 maja 1938)[12]
- Odznaka pamiątkowa „Orlęta”[5]
- Odznaka Pamiątkowa Frontu Litewsko-Białoruskiego[5]
- Odznaka Pamiątkowa Dowództwa Wojsk Polskich Wschód[5]

25 czerwca 1938 Komitet Krzyża i Medalu Niepodległości odrzucił wniosek o nadanie mu tego odznaczenia „z powodu braku pracy niepodległościowej”.